# وست راتینگ
وست راتینگ (به انگلیسی: West Wratting) یک روستا و محله مدنی در بریتانیا است که در کمبریج‌شر جنوبی واقع شده‌است. وست راتینگ ۴۳۶ نفر جمعیت دارد.